# 她是最棒的
《她是最棒的》（韓語：그녀는 짱，又名：《我的黑幫女友》）是韓國KBS於2003年11月至2004年1月期間播放的月火迷你連續劇。

## 劇情介紹
夏惠瓊是黑幫老大的獨生女，她年紀輕輕已經是一個大學教授，她的父親為了保護她，派了組織裏的老三李棟基當她的保鏢。有一次，惠瓊在大學附近的修道院遇到修士劉浩民，並喜歡上他，而棟基也在與惠瓊的相處之中愛上了她，三人發展成一段微妙的關係......就在此時，老二在組織裏密謀奪權，惠瓊父親的生命受到威脅，浩民與棟基於是合力幫助惠瓊，與老二對抗。

## 演員陣容
- 姜成妍 飾演 夏惠瓊
- 柳時元 飾演 米迦勒
- 安在模 飾演 李棟基

## 外部連結
- 韓國KBS官方網站 
- 台灣緯來電視官方網站（繁體中文）

## 作品的變遷
| 韓國 KBS 月火劇                          | 韓國 KBS 月火劇                       | 韓國 KBS 月火劇 |
| ---------------------------------------- | ------------------------------------- | --------------- |
|                                          | 她是最棒的 （2003.11.10 - 2004.1.13） |                 |
| 尚道呀，上學去 （2003.9.15 - 2003.11.4） | 新娘18歲 （2004.1.19 - 2004.3.9）     |                 |